# درد دلچسب (ترانه آسترید اس)
«درد دلچسب» (به انگلیسی: Hurts So Good) ترانه‌ای از خوانندهٔ نروژی آسترید اس می‌باشد که به‌عنوان دومین تک‌آهنگ از نخستین ئی‌پی او با نام خودش منتشر شده‌است. این ترانه توسط لیندی رابینز، جولیا مایکلز، تام مردیث و و مارکو بوررو نوشته شد و در ۶ مهٔ سال ۲۰۱۶ منتشر گردید. این اثر اگرچه در زمان انتشار، به‌عنوان یک تک‌آهنگ رادیویی موفقیت متوسطی به‌دست آورد، اما بعدها در سال ۲۰۲۱ در شبکهٔ اجتماعی تیک‌تاک محبوب شد. در واکنش به این محبوبیت تازه، این ترانه در سال ۲۰۲۱ در نسخهٔ کامل آلبوم استودیویی نخست وی تحت عنوان قشنگ بمونه مجدداً منتشر شد. نسخه‌ای از این قطعه در مارس سال ۲۰۲۱ با همکاری هنرمند دانمارکی ماکسیمیلیان و تهیه‌کنندهٔ موسیقی، کینا، نیز منتشر شد. این قطعه تا ژوئن سال ۲۰۲۱ همچنان به‌عنوان پرمخاطب‌ترین اثر آسترید اس در اسپاتیفای باقی ماند و بیش از ۵۰۰ میلیون بار پخش داشته است.